# Mouriri tuberculata
Mouriri tuberculata är en tvåhjärtbladig växtart som beskrevs av Thomas Morley och K. Thomsen. Mouriri tuberculata ingår i släktet Mouriri och familjen Melastomataceae.
Artens utbredningsområde är Costa Rica. Inga underarter finns listade i Catalogue of Life.